# Toppvinkel

Toppvinkeln motsvaras av X i figuren.

Toppvinkeln är vinkeln mellan de två lika benen i en likbent triangel, pyramid, kon eller liknande geometrisk struktur.